# Apomyelois
Apomyelois é um gênero de mariposa pertencente à família Crambidae.